# Гербарий

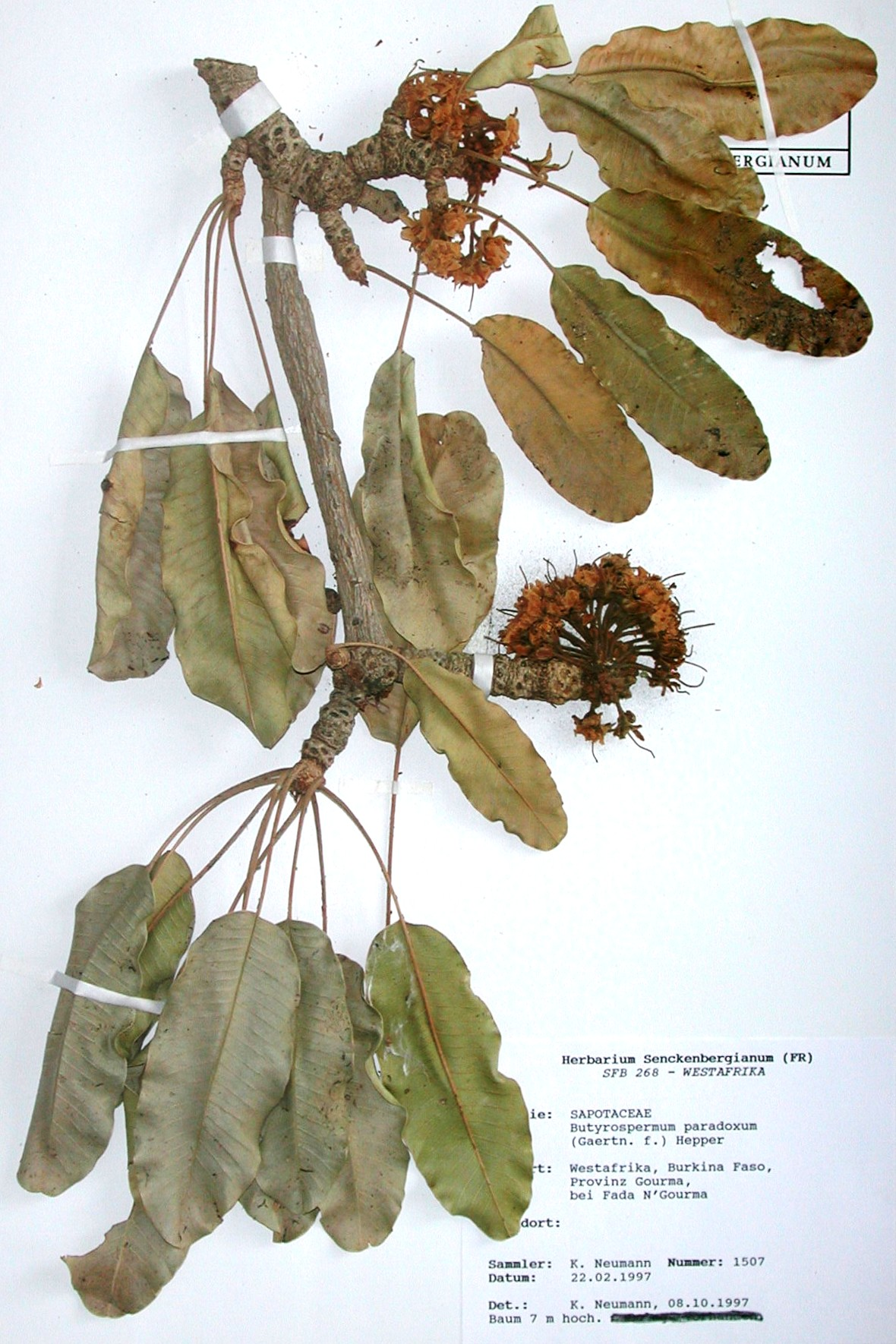
Гербарный образец

Герба́рий (лат. herbárium, от herba — «трава») — коллекция засушенных растений, препарированных в согласии с определёнными правилами. Обычно гербарные образцы после высушивания монтируются на листах плотной бумаги. В зависимости от вида растения на гербарном листе может быть представлена целая особь, группа особей или часть крупного (например, древесного) растения.
Гербарием так же называют книгу с подробным описанием растений и их изображением.
Первые гербарии появились в Италии в XVI веке. Их изобретение, связанное с изобретением бумаги, приписывается врачу и ботанику Луке Гини, основателю Пизанского ботанического сада. Гербарий самого Гини не сохранился, однако до наших дней дошли коллекции его непосредственных учеников.

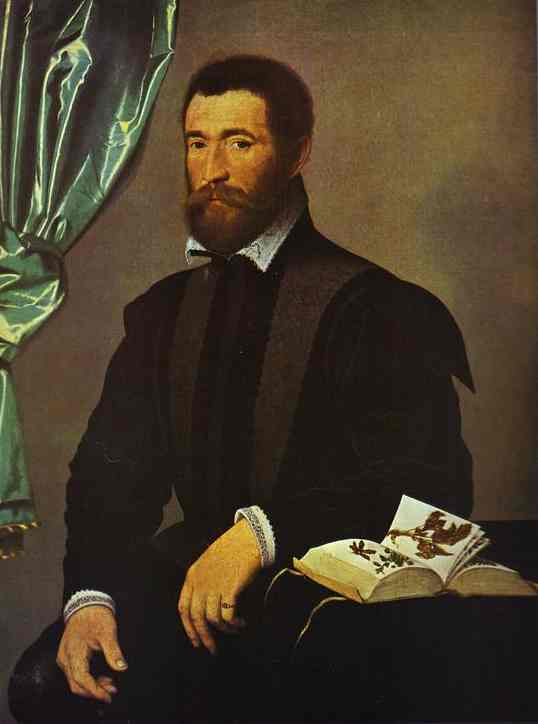
Ф. Клуэ. Портрет аптекаря Пьера Кюта, 1562. Лежащая на столе развёрнутая книга — гербарий с наклеенными растениями

В более широком смысле, гербарий — это здание, в котором хранится коллекция засушенных растений, или учреждение, занимающееся организацией хранения коллекции и её обработки.
Все гербарии мира независимо от их ведомственной принадлежности регистрируются в международной базе данных «The Index Herbariorum». Им присваивается акроним — уникальный буквенный код, составленный из одной-шести букв английского алфавита (например, K, MW, MHA, SYKO). Сокращённые названия гербариев используются в качестве универсальных ссылок на место хранения гербарных образцов, цитируемых в ботанических научных работах. В «Индексе» на 2013 год насчитывается 3293 гербария из 168 стран, в которых работает более 10 тысяч ботаников.

## Некоторые термины
- Образец (лат. specimen) — растение или часть его, сохраняемые для научного исследования. Под образцами обычно понимают гербарные листы. При этом на одном гербарном листе может быть наклеено (подшито) одно целое растение, либо часть его (одно крупное растение может быть разделено и наклеено на несколько гербарных листов), либо несколько (подчас много) экземпляров мелких растений, как правило, относящихся к одному таксону[3].
- Эксикат (от лат. exsiccatum — высушенный) — гербарный экземпляр определённого вида с указанием места и времени сбора, автора сбора и определения, используемый при таксономических исследованиях. Предназначены для распространения среди ботаников и/или научных организаций. Выпускаются тиражами до сотни экземпляров каждого вида.

## Крупнейшие гербарии
Цветок засохший, безуханный,

Забытый в книге вижу я;

И вот уже мечтою странной

Душа наполнилась моя:

Где цвёл? когда? какой весною?

И долго ль цвёл? и сорван кем,

Чужой, знакомой ли рукою?

И положён сюда зачем?

На память нежного ль свиданья,

Или разлуки роковой, 

Иль одинокого гулянья

В тиши полей, в тени лесной?

И жив ли тот, и та жива ли?

И нынче где их уголок?

Или уже они увяли,

Как сей неведомый цветок?

1828 г.

### Крупнейшие гербарии мира
В мире насчитывается сейчас 2,962 действующих гербария, в которых хранится 381,308,064 образцов. Ведущие страны по объемам фондов : 1. США 76,101,221 образцов; 2. Франция 26,759,156; 3. Великобритания 22,022,324; 4. Германия 21,819,450; 5. Китай 19,336,070; 6. Россия 16,224,601; 7. Швеция 12,457,000; 8. Италия 12,333,020; 9. Швейцария 12,273,500; 10. Япония 11,188,850.
Крупнейшие гербарии мира находятся в:
- Национальном музее естественной истории (P) (Париж, Франция) (8 млн листов)
- Нью-Йоркском ботаническом саду (NY) (Нью-Йорк, США) (7,8 млн листов)
- Ботаническом институте им. В. Л. Комарова РАН (LE) (Санкт-Петербург) (7,16 млн листов)
- Королевском ботаническом саду Кью (K) (Ричмонд, Великобритания) (7 млн листов)
- Натуралис (L) (Лейден, Нидерланды) (6,9 млн листов)
- Миссурийском ботаническом саду (MO) (Сент-Луис, США) (6,6 млн листов)
- Гербарии в Ботаническом саду в Женеве (Швейцария) (G) (6 млн листов, в том числе гербарий Декандолей)
- Музей естествознания Вены (W) (Вена, Австрия) (5,5 млн листов)
- Британском музее естественной истории (BM) (Лондон, Великобритания) (5,2 млн листов)[4].

Значительную историческую и научную ценность представляет гербарий Карла Линнея, хранящийся в Лондоне.

### Крупнейшие гербарии России
Крупнейшие гербарии России хранятся в:
- Ботаническом институте им. В. Л. Комарова РАН (LE) (Санкт-Петербург) (7,16 млн листов)
- МГУ (MW) (1,01 млн листов)
- Главном ботаническом саду им. Н. В. Цицина РАН (MHA) (Москва) (700 тыс. листов)
- СПбГУ (LECB) (700 тыс. листов)
- Центральном Сибирском ботаническом саду (Новосибирск) (NS+NSK) (629 тыс. листов)
- Биолого-почвенном институте ДВО РАН (VLA) (Владивосток) (500 тыс. листов)
- Томском государственном университете (TK) (500 тыс. листов)
- Алтайском государственном университете (ALTB) (Барнаул) (400 тыс. листов)
- Институте растениеводства им. Н. И. Вавилова (WIR) (Санкт-Петербург) (380 тыс. листов)
- Южном федеральном университете (RV) (Ростов-на-Дону) (350 тыс. листов)
- Институте биологии Коми научного центра РАН (SYKO) (Сыктывкар) (296 тыс. листов).

### Крупнейшие цифровые гербарии мира

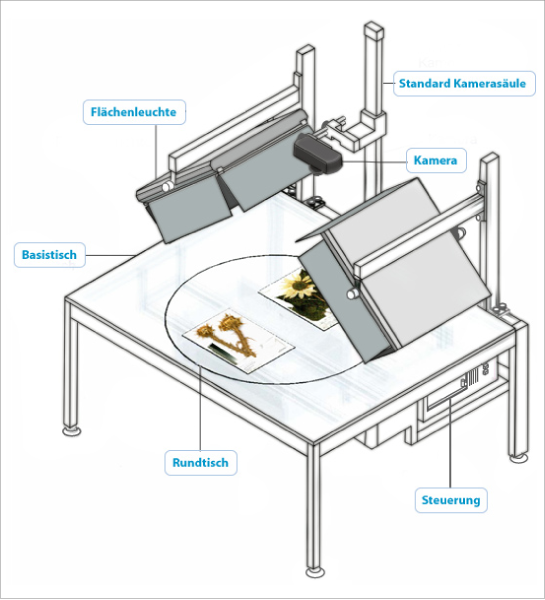
Один из типов гербарных сканеров

Цифровые гербарии — это базы данных, в которых хранится информация об образцах. Как правило, это высококачественные изображения (сканы) самих образцов с разрешением до 600 dpi, которые дополняются данными с этикеток и из других источников информации. Большинство виртуальных гербариев доступны онлайн всем пользователям. По числу отсканированных образцов крупнейшими цифровыми фондами из мировых гербариев обладают:
- Национальный музей естественной истории (P) (Париж, Франция) (5,4 млн сканов, все доступны онлайн)[5]
- Натуралис (L) (Лейден, Нидерланды) (4,5 млн сканов, все доступны онлайн)[6]
- Нью-Йоркский ботанический сад (NY) (Нью-Йорк, США) (2 млн сканов, доступно онлайн 1,5 млн)[7]
- Национальный музей естественной истории, Смитсоновский институт (US) (Вашингтон, США) (2 млн сканов, пока доступна онлайн небольшая часть)[8]
- Институт ботаники, Академия наук Китая (PE) (Пекин, Китай) (1,6 млн сканов, все доступны онлайн)[9]
- Московский государственный университет, Гербарий имени Д. П. Сырейщикова (MW) (Москва, Россия) (0,78 млн сканов, доступны онлайн 0,5 млн)[10]
- Ботанический сад в Рио-де-Жанейро (RB) (Рио-де-Жанейро, Бразилия) (0,65 млн сканов, все доступны онлайн)[11]

## Техника гербаризации
Для сбора и сушки растений следует запастись фильтровальной или газетной бумагой, которая хорошо вбирает и отдает влагу.
Из полулистов газеты, свернутых пополам, приготовляются сушильные «рубашки». В них и укладываются растения. Целые газеты, сложенные вчетверо, служат сменными прокладками между «рубашками» с растениями. Для сбора семян и плодов приготовляют пакетики, или капсулы из писчей бумаги. Для этикеток из той же бумаги нарезают пачку ярлычков в 1/8 долю листа или используют небольшой блокнот. Необходимо, так же заготовить достаточное количество плотной, лучше специальной гербарной бумаги, аккуратно нарезать её листами общепринятого формата: в ширину — от 28 до 30 см, в длину — 42—45 см. На этих листах будет монтироваться гербарий. Монтируется гербарий с помощью зеленых или коричневых ниток: в зависимости от цвета части растения. С помощью ниток растение пришивается на гербарный лист. Растения, предназначенные для гербаризации, собирают целиком, то есть с надземными и подземными органами — корнями, корневищами, клубнями, луковицами, которые извлекаются из почвы железным совочком или ботанической копалкой. Её может заменить крепкий кухонный нож или широкая стамеска. Здесь же, в поле, на растение составляется черновая этикетка, которая вкладывается в рубашку и нумеруется по порядку, пока растение не определено. Чистовая гербарная этикетка должна содержать информацию о том, кому принадлежит (например школе, гимназии, лицею), далее семейство, из которого это растение, русское и латинское название растение, природная зона, в которой собрано растение, где встречается, область, дата, время, кто собрал и кто определил. Для продольного разрезания толстых корневищ, чтобы они скорее высохли, а также для срезания (обламывать нельзя) веток с деревьев и кустарников употребляют садовый или перочинный нож.
Для сушильных «рубашек» и растений, собранных в поле, необходима папка. Она состоит из двух пластинок картона или фанеры с прорезями около углов — в них продевается широкая тесьма для завязывания папки и ношения её через плечо.
Высушиваются растения в ботаническом прессе. Он представляет собой две деревянные рамки одинакового размера (30×45 см или 35×50 см, то есть немного больше гербарного листа), на которые натянуты металлические сетки. Для затягивания пресса используется крепкий шнур или два ремня. Пресс можно сделать так же из двух листов фанеры, просверлив в них множество отверстий для вентиляции. Если по углам фанерных листов прорезать отверстия и продеть в них тесьму, то получится комбинированная папка — пресс, пригодная и для сбора, и для сушки растений. растения для гербария следует собирать только в сухую, ясную погоду. Отбирать нужно растения без повреждений, с цветками и по возможности с плодами, хотя бы и не зрелыми (без плодов некоторые растения очень трудно определить).
Вынутое из почвы растение очищают и сразу расправляют, укладывая в папку. При сушке между частями растения, которые соприкасаются друг с другом кладут прокладки. Чтобы сохранить естественный цвет цветка, его обкладывают небольшим количеством ваты. Растение укладывается в пресс в «рубашке» на прокладку из той же газетной бумаги и накрывается прокладкой. Каждый день прокладки влажные нужно менять на прокладки сухие. Для высыхания растений в среднем нужно 7—10 дней.
Крупные цветки и соцветия сушат чаще всего в песке. Для этого нужен мелкий, ровный речной песок. Он должен быть абсолютно чистым, без примеси глины и органических остатков. Это достигается промыванием песка в воде до полного исчезновения мути. затем песок просушивают и прокаливают на горячей плите в железных противнях, пока не прекращается выделение дымка и запаха. Приготовленный таким способом песок хранят в закрытом сосуде. Проще всего засушивать растение в конусообразном «фунтике», сделанном из плотной бумаги. Острая вершина такого конуса, чтобы не высыпался песок, загибается и закрепляется скрепкой. Цветок помещают в фунтик и осторожно с ложечки или совочка засыпают песком. Конусы с заложенными цветами вешаются на кнопки или гвозди. Место сушки должно быть теплым и хорошо проветриваться. По окончании сушки нельзя высыпать песок через край — можно повредить растение. Нужно проделать внизу конуса отверстие булавкой или иголкой и высыпать через него песок. Высушенное растение привязывается на гербарный лист. Рядом с ним должна быть приклеена чистовая гербарная этикетка и пакетик с образцами семян.
Основы гербарного дела были описаны Линнеем:

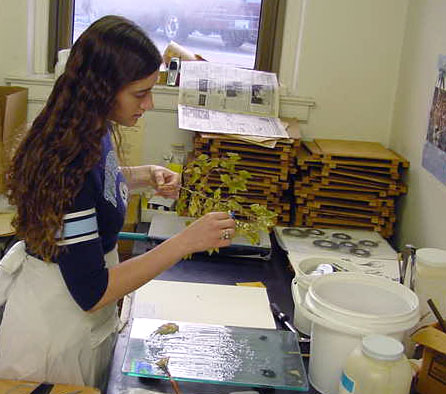
Раскладка гербария перед монтировкой

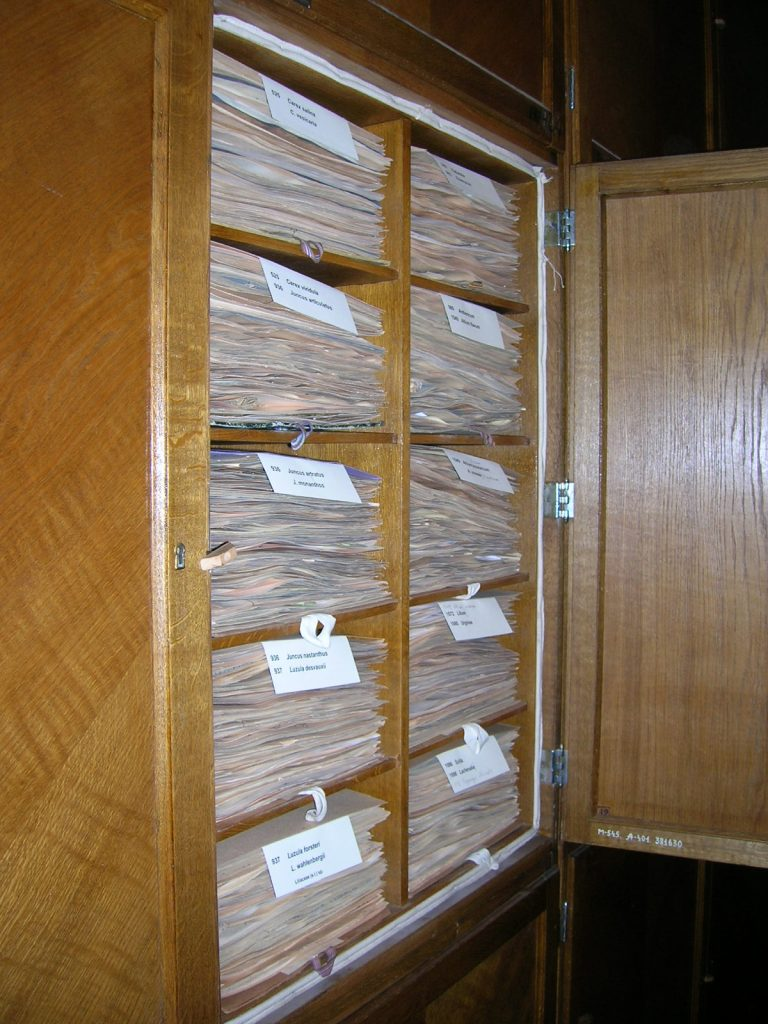
Гербарный шкаф для хранения гербарных листов (МГУ)

1. Гербарий превыше любого изображения и необходим любому ботанику.
2. Растения не следует собирать влажными.
3. Все части должны быть сохранены,
4. осторожно расправлены,
5. при этом не изогнуты.
6. Органы плодоношения должны быть налицо.
7. Сушить следует между листами сухой бумаги.
8. Как можно скорее, чуть теплым утюгом.
9. Умеренно прижав прессом.
10. Для наклеивания употреблять рыбий клей,
11. хранить следует всегда на листе [в полную величину],
12. только одно [растение] на странице,
13. папка не должна быть перевязана.
14. Род растения надписывается сверху.
15. Вид и [его] история указываются на обороте.
16. Растения одного и того же рода вкладываются [вместе] в пачку.
17. Растения располагаются согласно системе.

— К. Линней «Философия ботаники»

### Хранение гербарных коллекций
При соблюдении условий хранения, гербарий почти вечен. Например, небольшая коллекция растений (6 гербарных листов в БИН РАН) из гробниц фараона Рамзеса II и принцессы Нси-Хонсу из XXI династии имеет возраст около 3000 лет. Эти растения настолько ещё крепки, что смонтированы как обычные современные гербарные экземпляры, причём сохранность их настолько полная, что растения легко отождествить с ныне растущими.

## Прочие сведения
- После изобретения Лукой Гини способа засушивания растений между листами бумаги Жозеф Турнефор был первым, кто применил термин «гербарий» (около 1700 года) к сборам засушенных растений. Карл Линней считал, что для каждого ботаника гербарий должен быть превыше любого изображения и что никакое словесное описание не заменит гербарного листа. С тех пор название каждого вида растения стало неразрывно связано с конкретным гербарным листом, возведенным в ранг архетипа (номенклатурный тип). Линней определил и технологию сбора растений, которая не претерпела почти никаких изменений и до настоящего времени. Он писал: «Растения не следует собирать влажными; части должны быть сохранены, осторожно расправлены, при этом не изогнуты; органы плодоношения должны быть налицо; сушить следует между листами сухой бумаги…»

- Гербарий собирали многие великие люди. В России первый гербарный лист был заложен Петром I с лаконичной надписью «рваны́ 1717 года».

- Современный немецкий любитель ботаники Э. Виллинг и его супруга собрали, возможно, самый большой гербарий в мире. В 1990 году они собрали образец № 11 647, в 1991-м — № 16 226, в 2000-м — № 84 432, в 2012-м — № 230 329, 29 мая 2015 года — № 265 404[14]. Собирая растения в Греции и Германии, они используют устройство из четырёх керамических инфракрасных ламп (по 100 Вт каждая). Над ними располагается пресс с 50—60 листами гербария, заложенного в двойную обложку из газеты и фильтровальной бумаги. Между образцами прокладывается гофрокартон (3—4 мм) для тока тёплого воздуха снизу. Восемьдесят процентов растений высыхает уже через 12 часов, 97-99 % через 24 часа. Виллинги используют 5—6 таких портативных устройств одновременно[15]. С 19 апреля по 29 мая 2015 года (за 42 дня) вдвоём они собрали в экспедиции в Греции 11 881 образец высокого качества или, иными словами, ежедневно (в среднем) они высушивали 282 образца[16]. Цвет и форма растений отлично сохраняются, но ДНК у многих растений разрушается. Гербарий Виллингов хранится в ботаническом саду Берлин-Далема (Свободный университет, Германия).

- Объём фондов большинства крупных гербариев постоянно растёт. Особенно активны два американских гербария. Достоверно известно, что Миссурийский ботанический сад (MO) в 2014 году включил в свои фонды 108 000 образцов[17], а Нью-Йоркский ботанический сад (NY) в среднем растёт на 87 000 образцов в год, причём до 85 % новых материалов поступает из других гербариев в результате обмена или передачи образцов в дар[18].

## Галерея

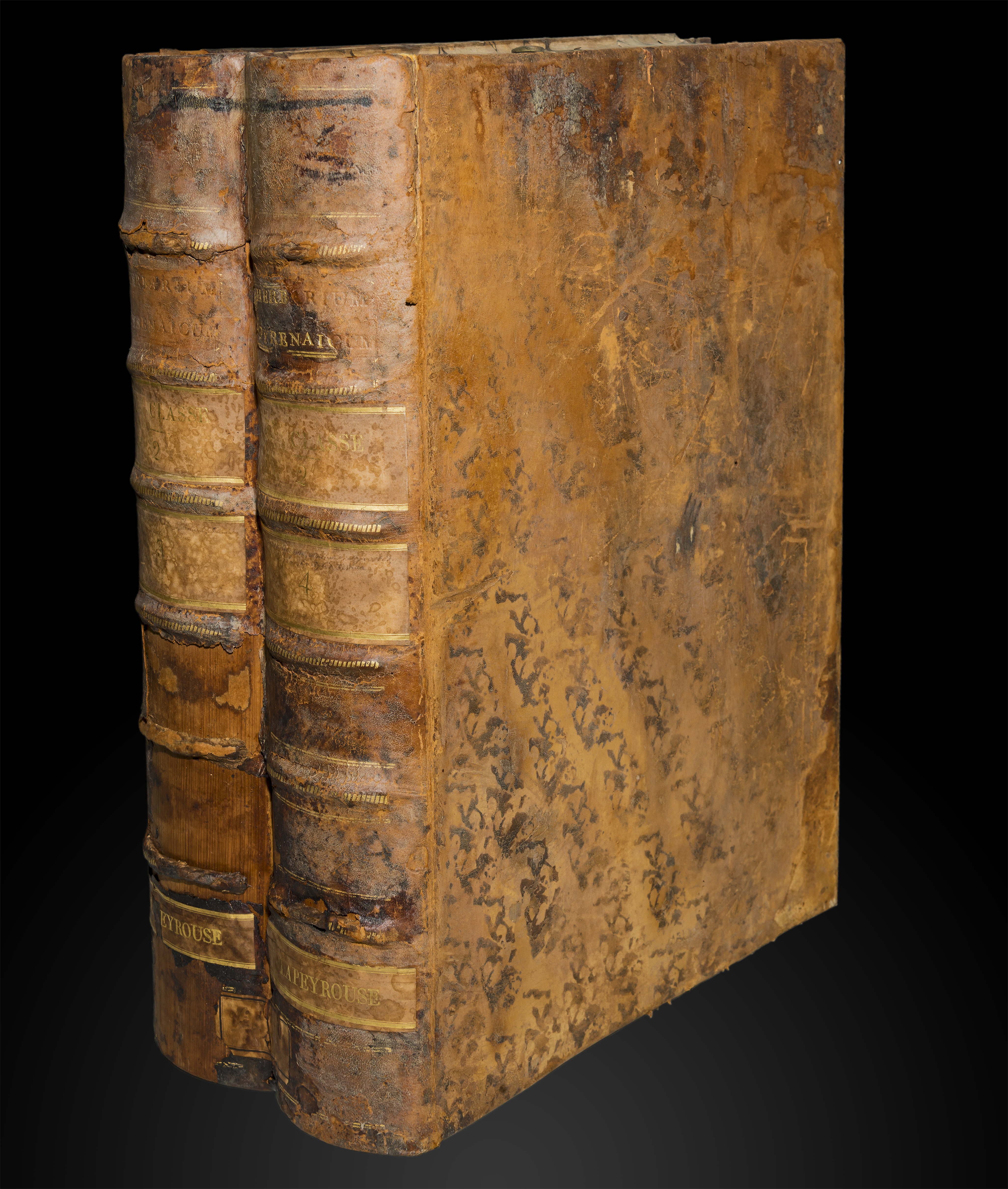
Старинный гербарий в переплете
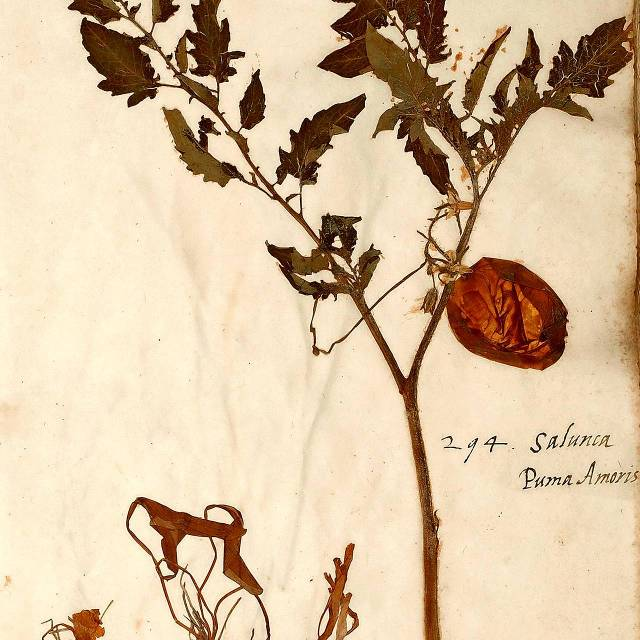
Старинный гербарный образец помидора (Натуралис, Лейден)
Гербарный образец папоротника Polystichum setiferum
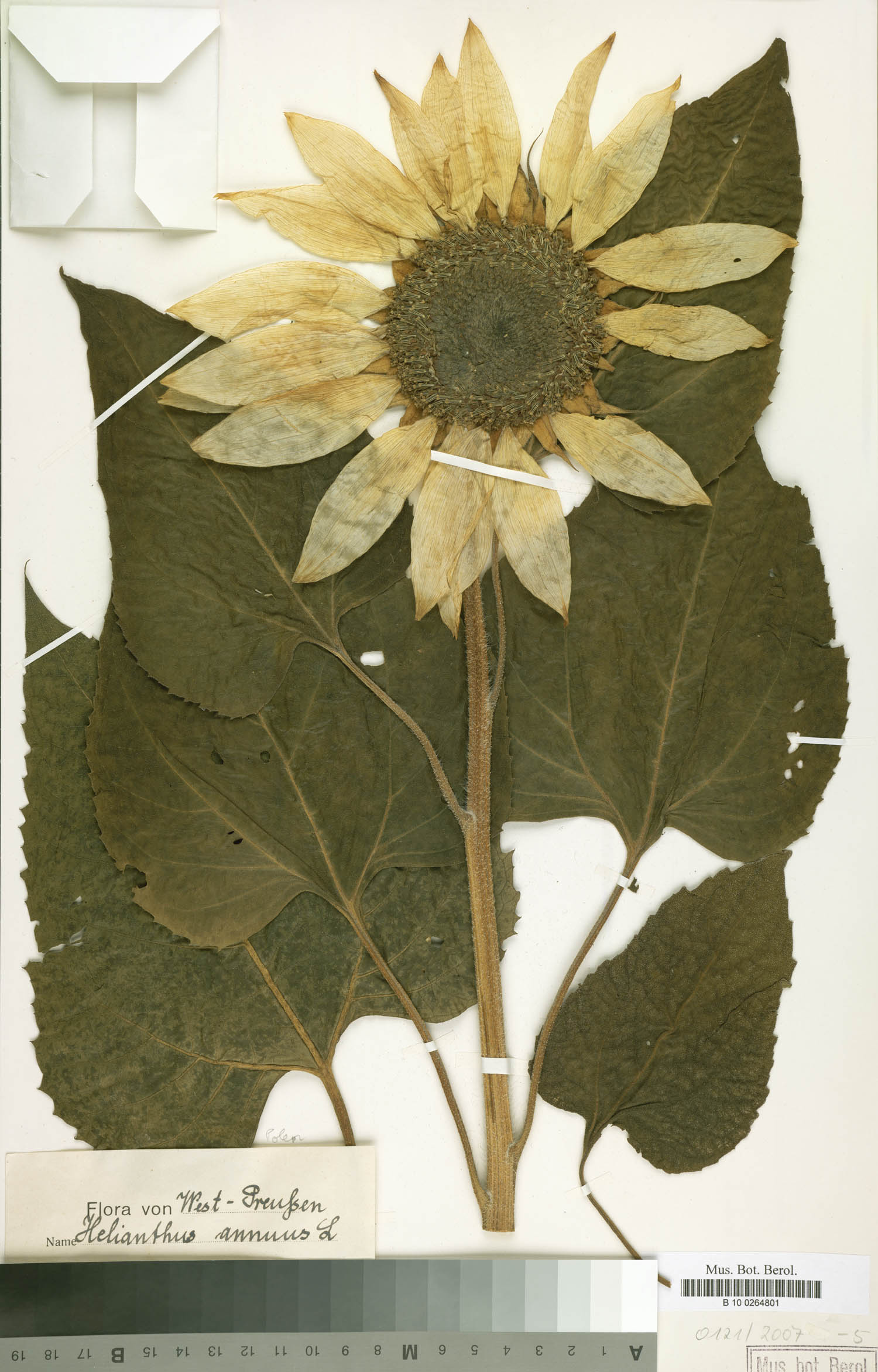
Гербарный образец подсолнечника
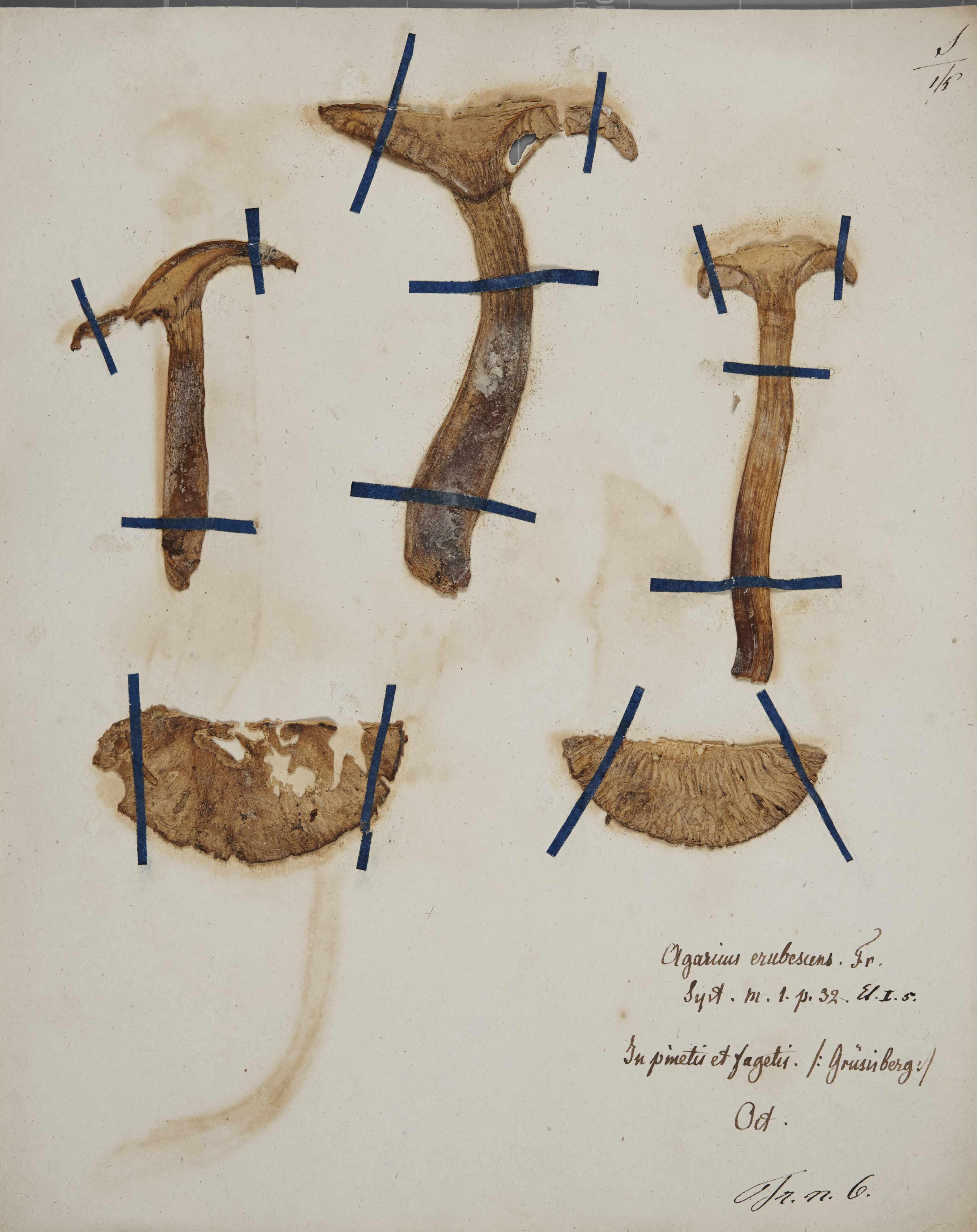
Гербарный образец гриба
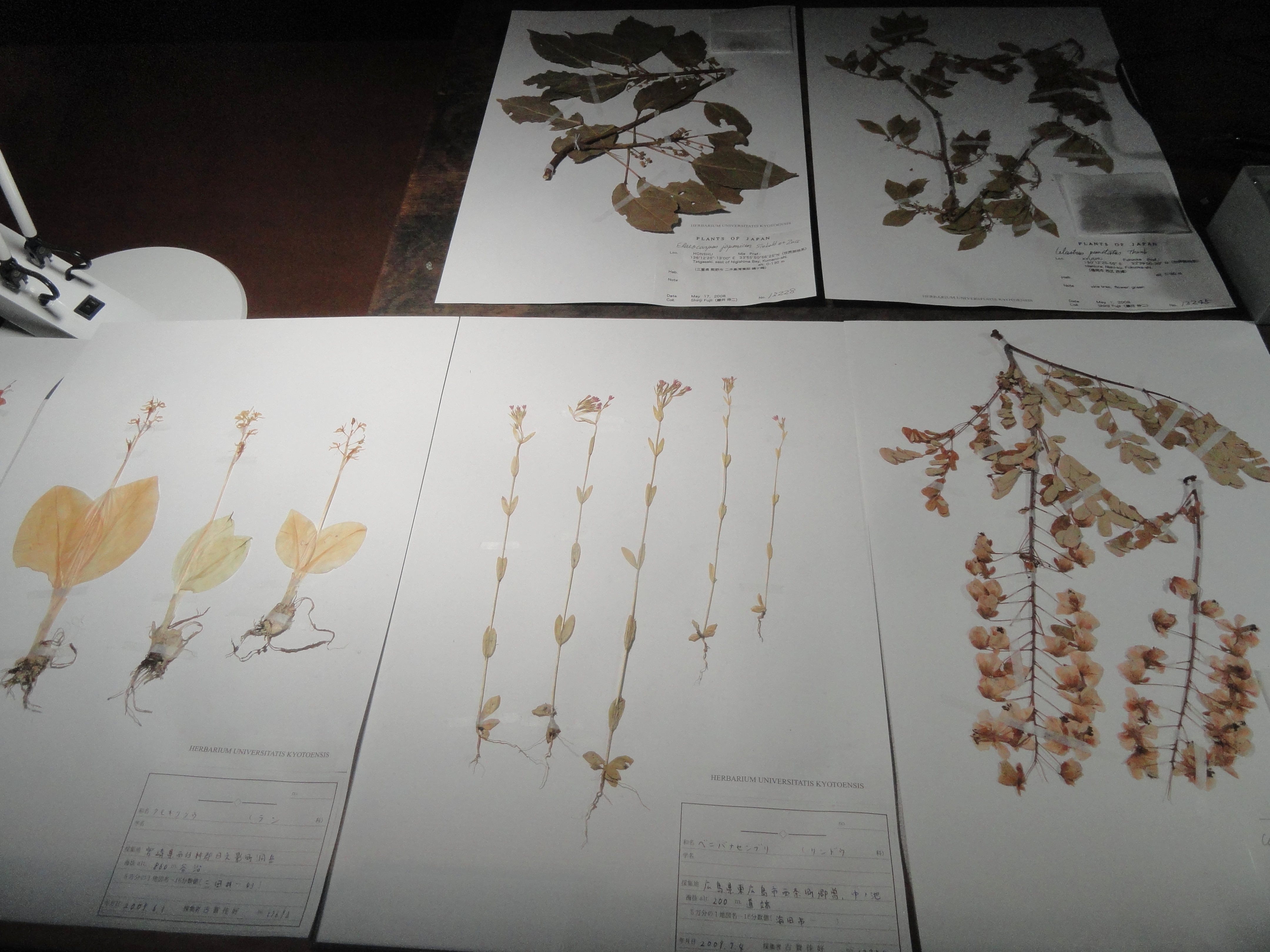
Образцы из Киотского гербария (Япония)
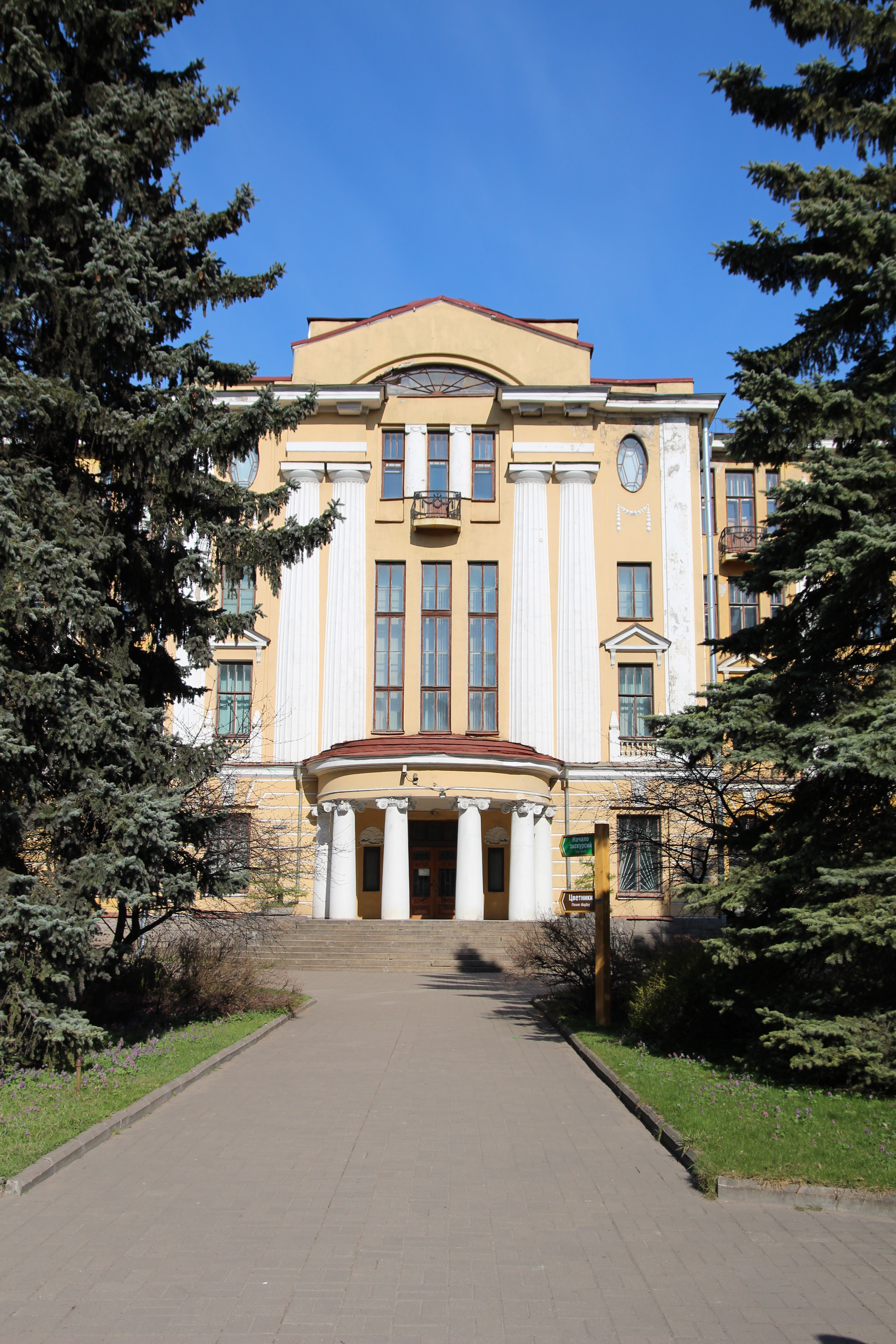
Гербарий БИН РАН — крупнейший в России
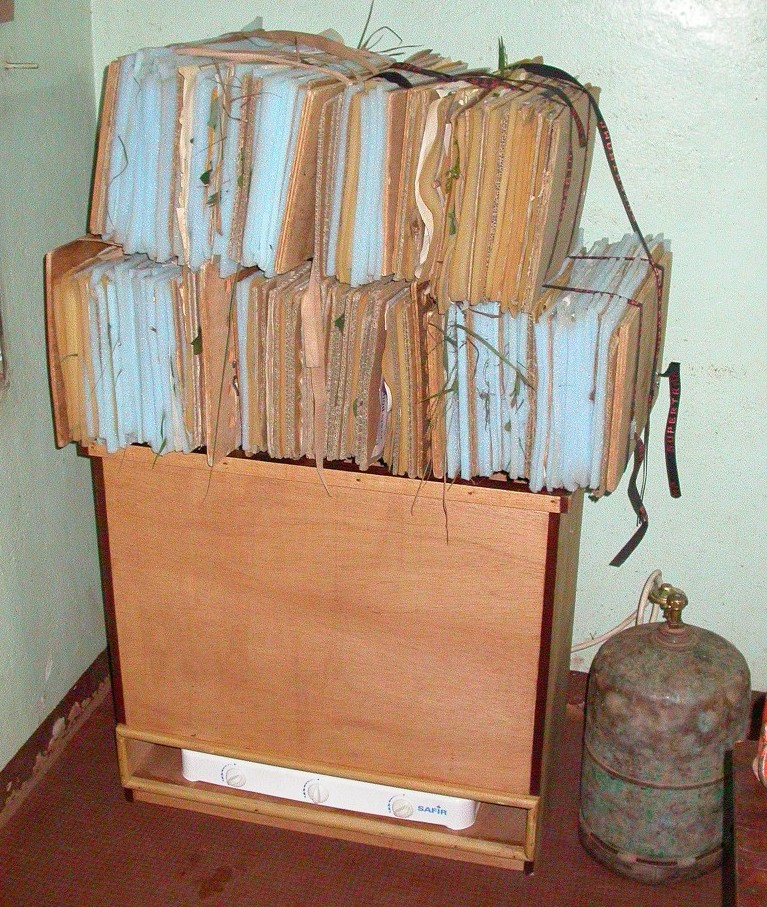
Один из способов сушки гербария (над газовой горелкой)
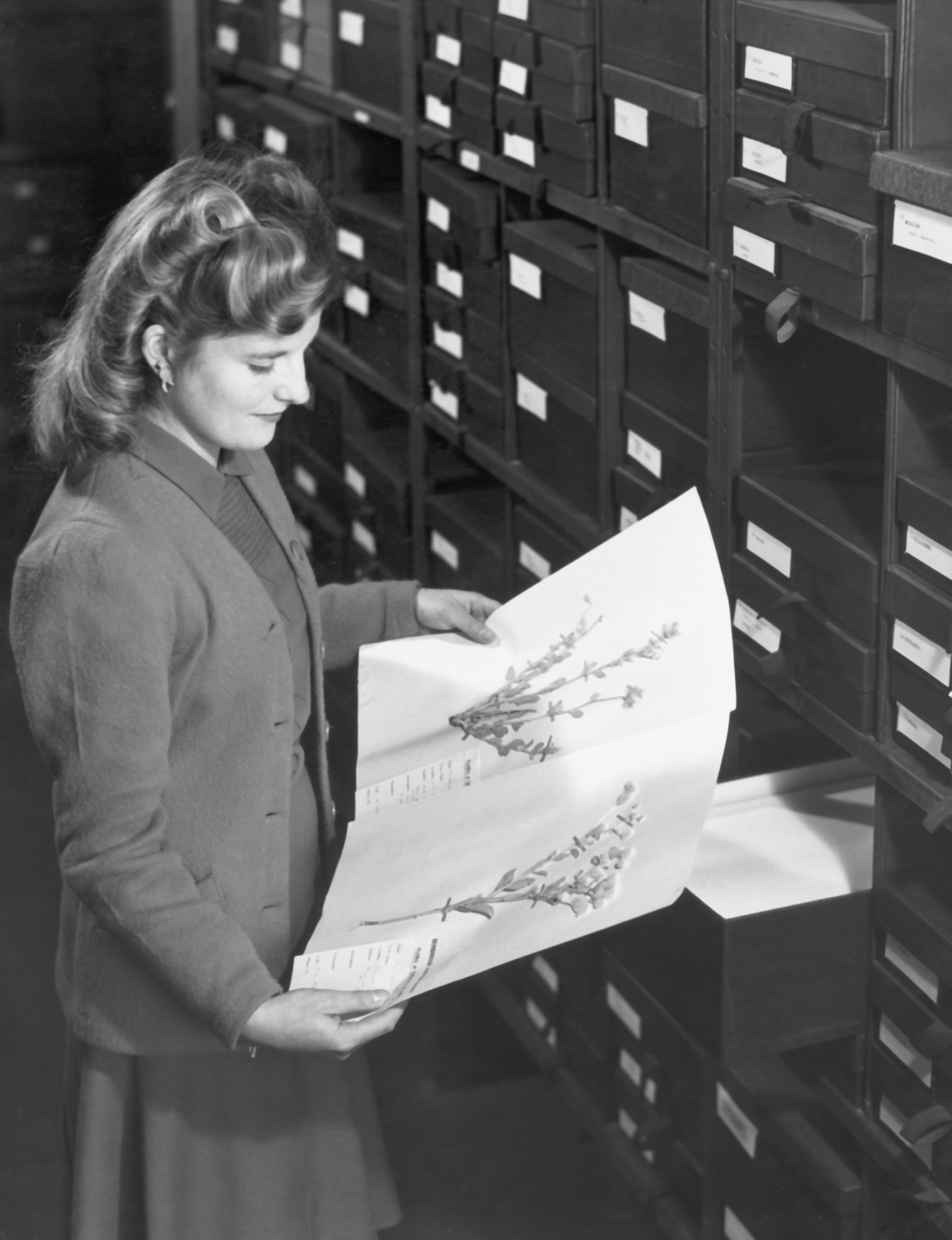
В одном из гербариев Австралии (середина XX века)
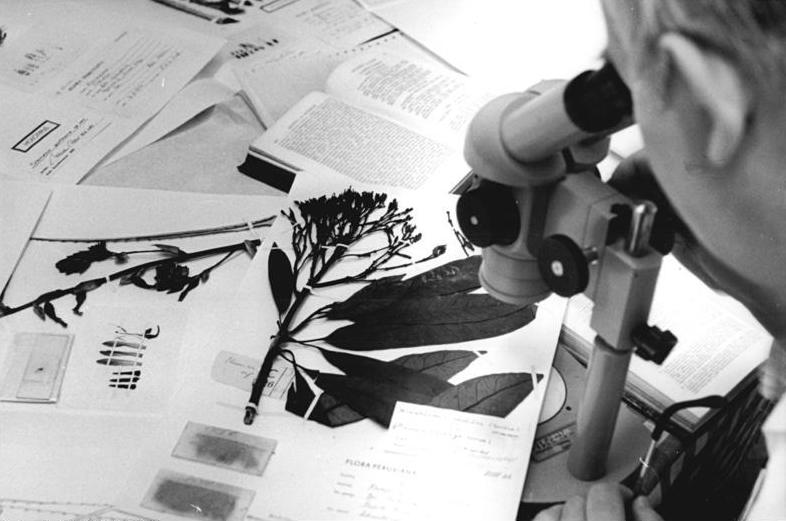
Изучение гербарных образцов в Университете Лейпцига (1983 г.)
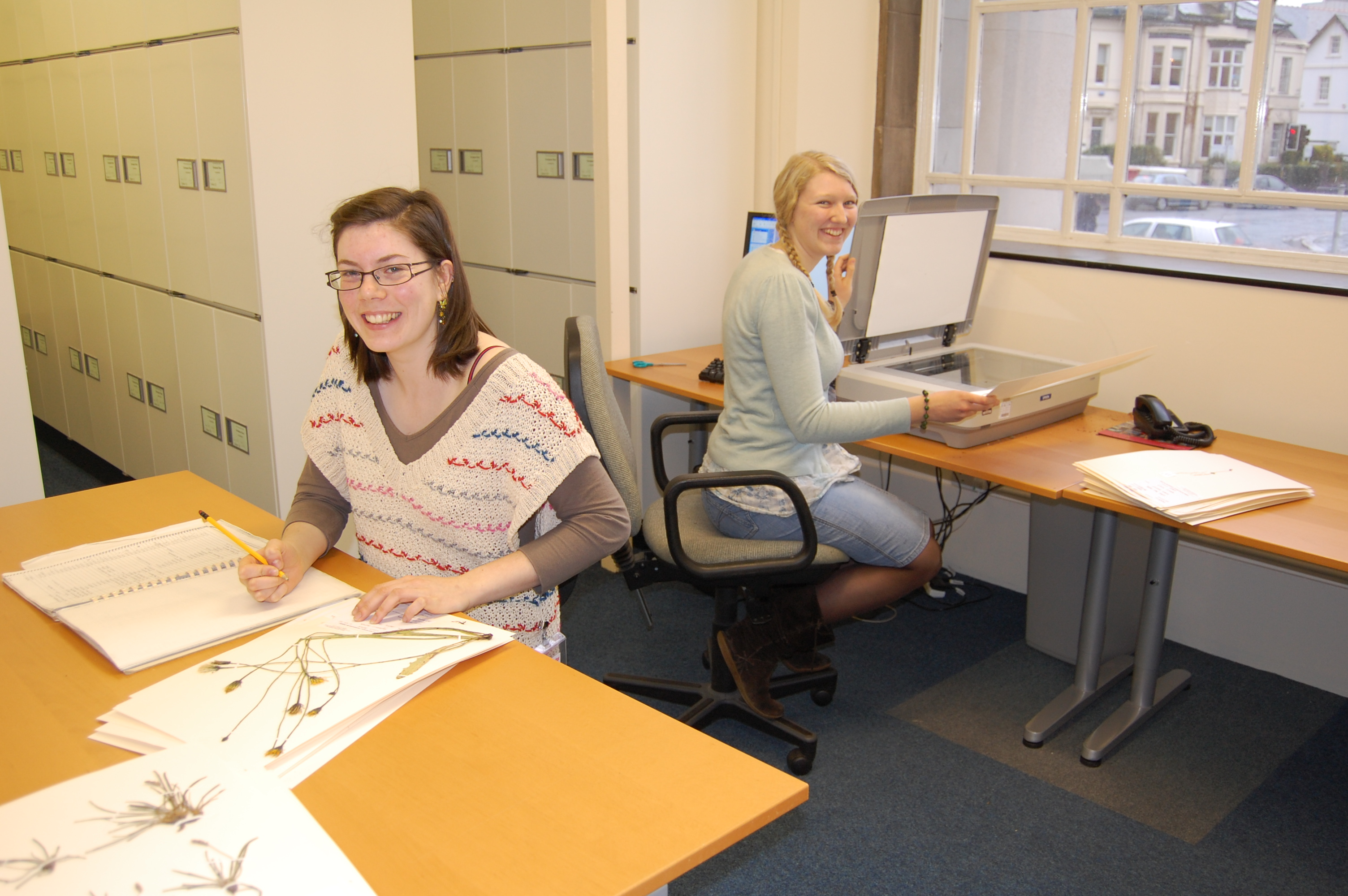
В Национальном гербарии Уэльса
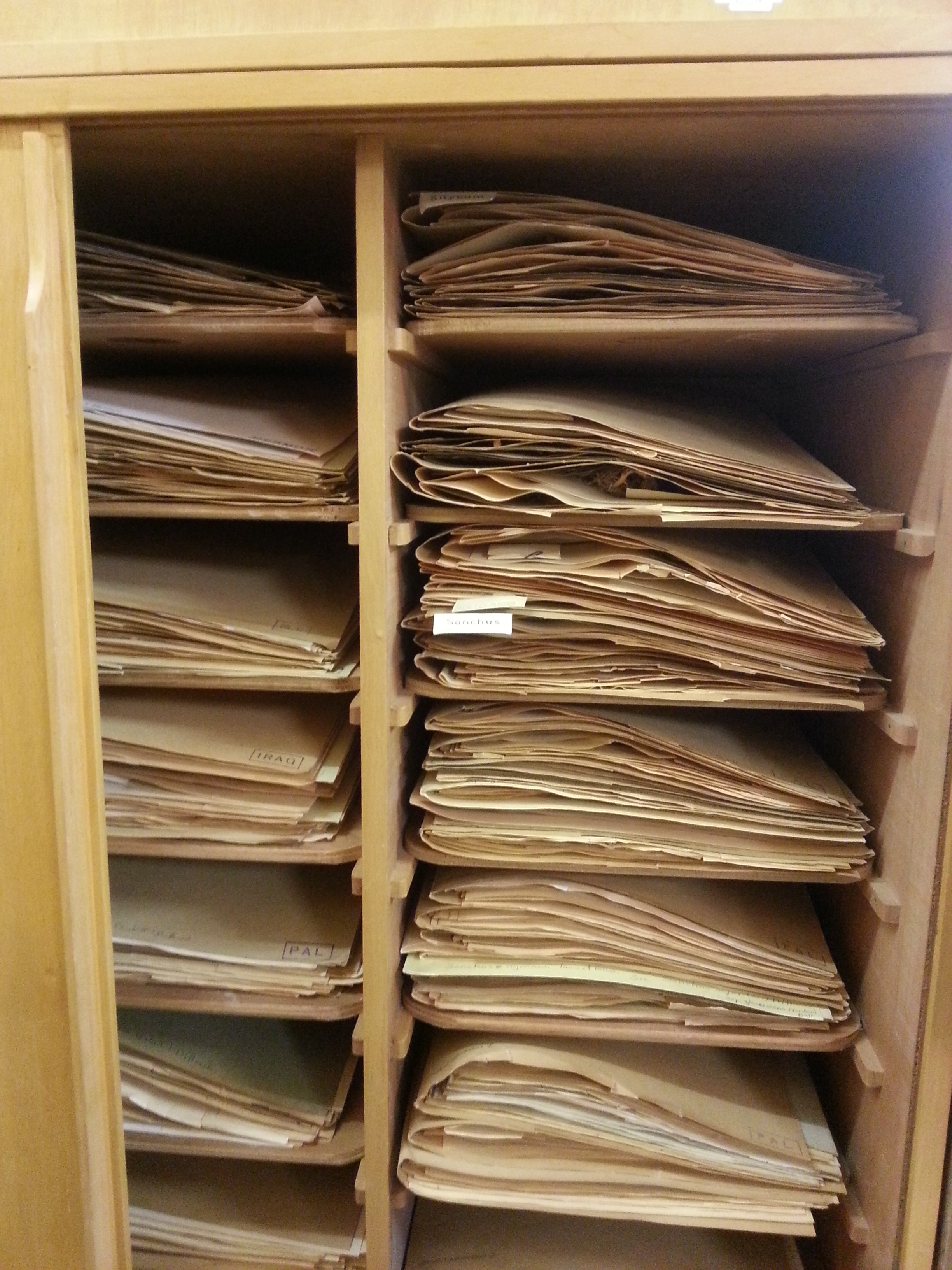
Способ хранения коллекций растений в гербарных шкафах (Еврейский университет, Иерусалим)
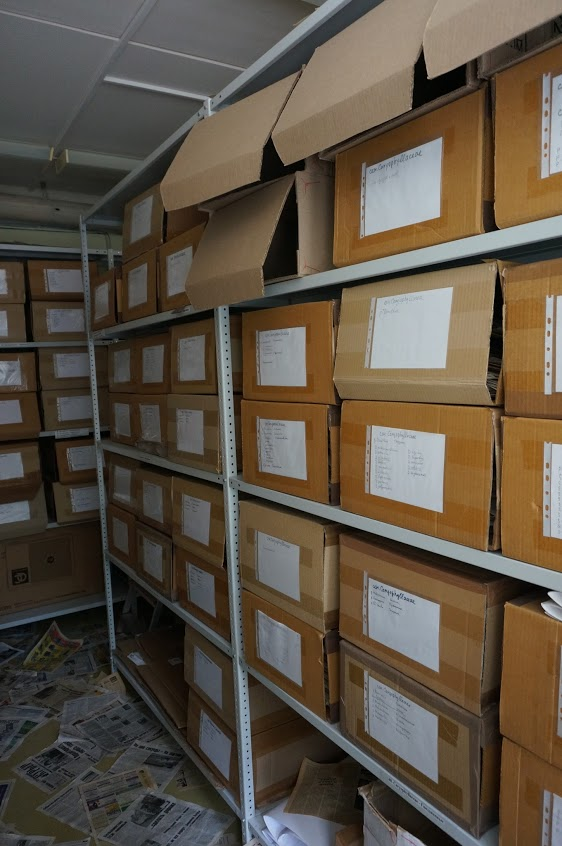
Хранение фондов в коробках не обеспечивает должной сохранности коллекций
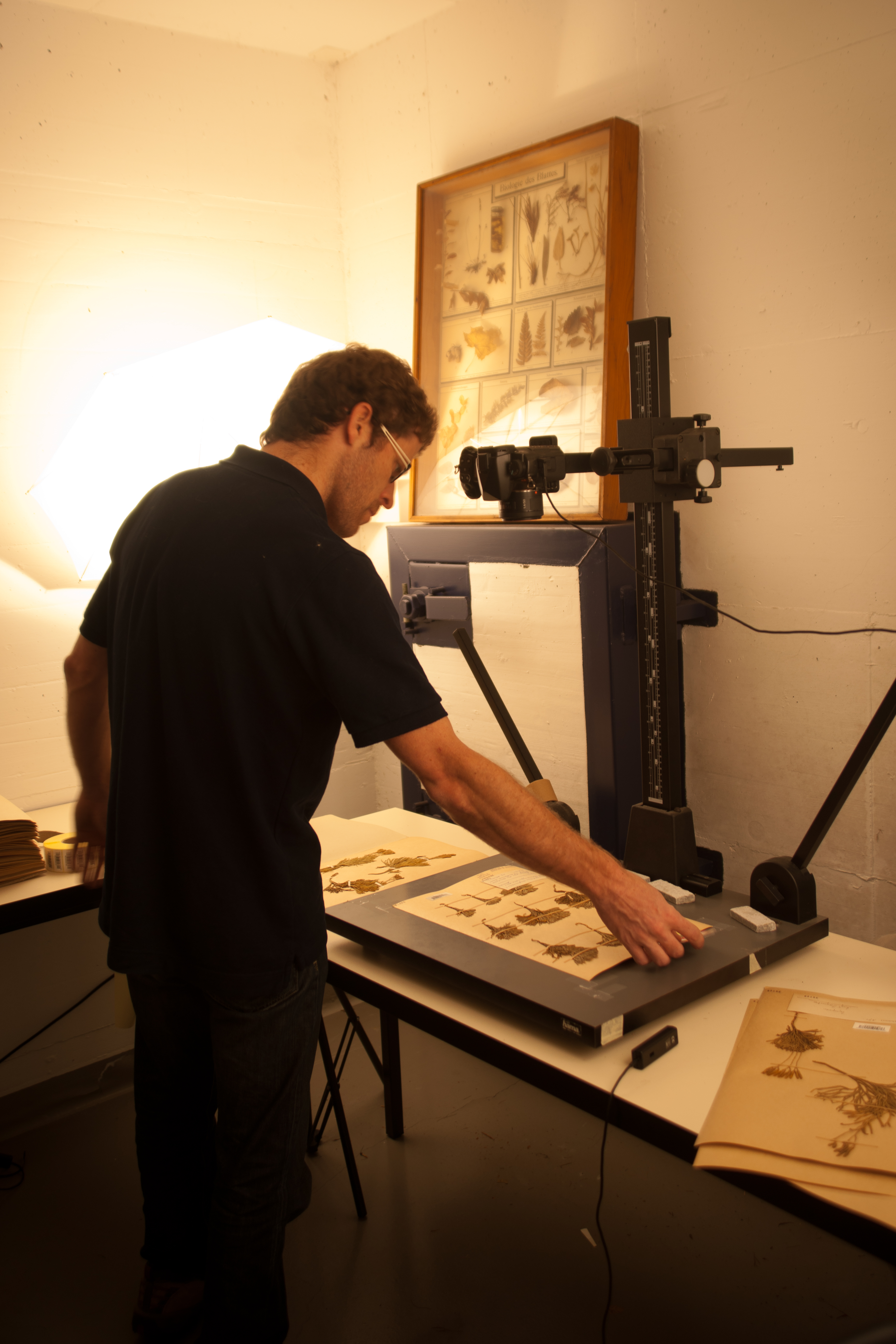
Процесс сканирования в Гербарии Невшателя